# Marius Vialle
Pour les articles homonymes, voir Vialle.
Pas d'image ? Cliquez ici

a Compétitions nationales et continentales officielles uniquement.

Dernière mise à jour le 24 août 2024.
Marius Vialle, né le 28 décembre 1991 en France, est un joueur français de rugby à XV qui évolue au poste de troisième ligne aile au RC Nîmes.

## Biographie

### Débuts à Aurillac (2011-2020)
Originaire du Gard, Marius Vialle intègre en 2011 le Stade aurillacois Cantal Auvergne en provenance du RC Nîmes. 
Il effectue ses premières minutes de jeu pour l'équipe professionnelle lors de la saison 2013-2014 de Pro D2 contre Colomiers rugby le 14 décembre (défaite 50-3).
Ayant davantage de temps de jeu, il inscrit ses premiers points lors de la saison 2016-2017 le 16 octobre avec un essai et donne la victoire à son équipe en toute fin de match contre Colomiers rugby (19-13).
En octobre, lors de la neuvième journée de Pro D2, il se blesse gravement au genou face à l'AS Béziers et est écarté des terrains pendant 407 jours.
Il revient de blessure le 8 décembre au cours de la quinzième journée de la saison 2017-2018 lors d'un match contre le RC Vannes (défaite 38-16). 
Il dispute son dernier match avec les aurillacois lors de la dix-septième journée de la saison 2019-2020 le 17 janvier contre l'USAP.

### Transfert à Périgueux (2020-2024)
Après neuf années passées au Stade aurillacois, il signe pour le CA Périgueux en 2020, où il devient le nouveau capitaine de l'équipe.
Il effectue en septembre son premier match lors de la première journée de la saison 2020-2021 de Fédérale 1 face au SA Trélissac et marque ses premiers points pour le club avec un essai en fin de match (victoire 36-6). Cependant, en février, la FFR annonce l'arrêt définitif et le gel des compétitions amateurs marquant la fin de saison,.
Le retour à la compétition pour Vialle se fait en septembre dès la première journée de Fédérale 1 2021-2022 contre Rennes où il inscrit un essai (victoire 20-34). Le CAP termine premier de sa poule et est donc qualifiée d'office pour la Nationale 2 2022-2023. Le club peut encore se qualifier pour la Nationale 2022-2023 en passant par les phases finales. Les périgourdins échouent en demi-finale face à Rennes sur le score de 33 à 46 sur l'ensemble des deux rencontres,. 
Lors de la saison 2022-2023 de Nationale 2, Marius n'est plus capitaine au profit de Djamel Ouchene. Périgueux termine premier de sa poule en étant invaincu à domicile et est donc qualifiée d'office pour les quarts de finales d'accession pour la saison 2023-2024 de Nationale. Le club est promu après avoir gagné les demi-finales face au Stade métropolitain (60-36 sur l'ensemble des deux rencontres),. Lors de la finale, en juin, face au CS Vienne, il inscrit un essai à la fin du match, permettant à son équipe de s'imposer sur le score de 39 à 20 et ainsi devenir le premier champion de Nationale 2.
À l'issue de la saison 2023-2024, le CA Périgueux annonce son départ. Lors de la vingt-troisième journée de Nationale, il joue son dernier match pour les Capistes, face au RC Suresnes, se soldant par une victoire à domicile sur le score de 17 à 16. Il est finalement annoncé dans l'un de ses anciens clubs formateurs, le RC Nîmes, évoluant en Nationale 2.

## Palmarès
- Stade aurillacois
  - Finaliste de Pro D2 en 2016.
- CA Périgueux
  - Vainqueur de la Nationale 2 en 2023.